# Jacopo Sala
Jacopo Sala (ur. 5 grudnia 1991 w Alzano Lombardo) – włoski piłkarz występujący na pozycji pomocnika. Były młodzieżowy reprezentant Włoch.

## Kariera
Jest wychowankiem Atalanty BC. W 2007 trafił do juniorskiej drużyny Chelsea F.C. Występował tam w lidze rezerw. W lipcu 2011 został piłkarzem niemieckiego Hamburger SV. W rozgrywkach Bundesligi zadebiutował 22 stycznia 2012 w meczu przeciwko Borussii Dortmund (1:5). Pierwsze ligowe trafienie zaliczył 4 lutego 2012 w spotkaniu przeciwko Bayernowi Monachium (1:1). W 2013 przeszedł do Hellasu Werona.